# Safiye Sultan
Safiye Sultan (1550–1619; celým jménem Davlatlu İsmatlu Sāfiya Vālida Sultān Aliyyetü'ş-şân Hazretleri) byla oblíbenkyně a manželka sultána Murada III. a matka sultána Mehmeda III. Během vlády svého syna zastávala funkci Valide Sultan, nejvyšší ženský post v Osmanské říši.

## Původ
Historikové uvádí, že Safiye pocházela z Benátek, stejně jako její tchyně Nurbanu Sultan (matka Murada III.). Údajně byla unesena muslimskými piráty a prodána do sultánského harému v roce 1562. Nicméně, Safiye pocházela z Albánie z vesnice v horách Dukagjini.
V roce 1563, když jí bylo 13 let, ji Mihrimah Sultan (dcera Sulejmana I., tehdejší Valide Sultan) poslala jako konkubínu k princi Muradovi, budoucímu sultánovi. Dala jí jméno Safiye, což znamená „ta čistá“.
V roce 1566 Mihrimah také dala jméno Muradovu a Safiyinimu synovi, Mehmedovi, který byl později také sultánem.

## Safiye manželkou sultána

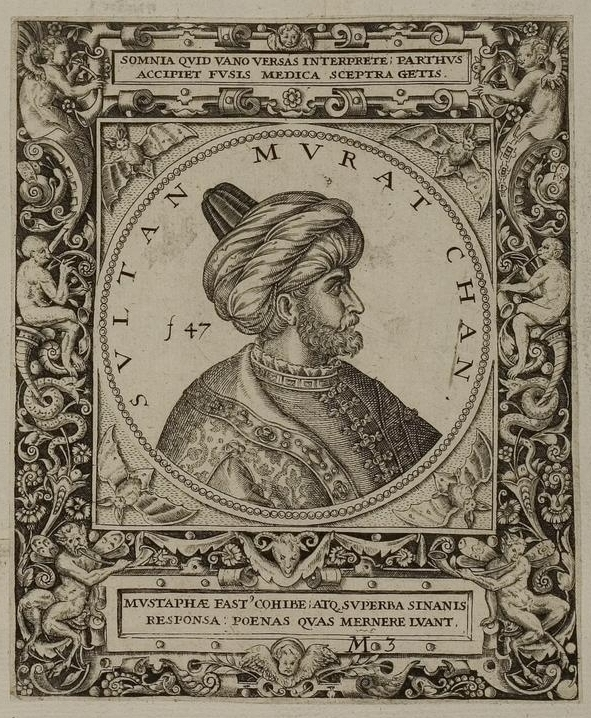
Manžel Safiye Sultan, osmanský sultán Murad III.

Safiye byla jedinou konkubínou Murada, i když měl možnost mít stovky jiných žen. Měli vášnivý vztah, který přetrvával mnoho let Muradova sultanátu. Jeho matka Nurbanu ho nabádala, aby si k sobě zval i ostatní konkubíny z harému, aby udržel tradici dynastie. Murad měl jen jednoho následníka, Mehmeda, který se narodil v roce 1581, a měl ho právě se Safiyí. Nurbanu obvinila Safiyi, že je čarodějnice a různými kouzly dělá Murada impotentním, když je s jinými konkubínami. Toto obvinění vedlo k věznění, vyhnanství, mučení a popravám blízkých přátel a služebníků Safiye, které podezřívali z napomáhání při těchto kouzlech. Muradova sestra Esmehan Sultan představila Muradovi dvě nádherné konkubíny, které nakonec přijal..

## V populární kultuře
Postava Safiye Sultan se vyskytuje v tureckém televizním seriálu Muhteşem Yüzyıl: Kösem (2015–2017), kde ji ztvárnila herečka Hülya Avşar.